# Ishioka
Ishioka (石岡市 -shi) é uma cidade japonesa localizada na província de Ibaraki.
Em 2003 a cidade tinha uma população estimada em 52 755 habitantes e uma densidade populacional de 885,15 h/km². Tem uma área total de 59,60 km².
Recebeu o estatuto de cidade a 11 de Fevereiro de 1954.